# Escobal
Escobal es un corregimiento del distrito de Colón en la provincia de Colón, República de Panamá. La localidad tiene 2.388 habitantes (2010).
Historia de Escobal
Su nombre se originó por la abundancia de palmas de escoba.  Hasta el año 1919 perteneció al distrito de Chagres.  
A solicitud de los moradores, se firmó un memorial para separar el corregimiento que se llamaba Ciri-Escobal y que, debido a la distancia y el camino en pésimo estado, se dificultaban los trámites de cualquier tipo (certificado de nacimiento, defunciones, ventas, etc).
El pueblo se inició a orillas del Lago Gatún, en el sector Cuatro Vientos. 
Entre los años 1930 y 1940 se produjo un auge de siembra, cosecha y ventas de guineo, por lo que surgieron otros pueblos en la ribera del Lago Gatún, convirtiendo a Escobal en el centro de mercadeo y puerto principal para la compra de arroz en cáscara y maíz, hasta el presente. 
Sus primero pobladores fueron colombianos y jamaicanos, entre ellos Desiderio Hernández, Genaro Olivita, Fermín Hall y Silverio Galáctica.